# Повзик юннанський
Повзик юннанський (Sitta yunnanensis) — вид горобцеподібних птахів родини повзикових (Sittidae).

## Поширення
Ендемік Китаю. Поширений на південному заході країни на південному сході Тибету, в провінціях Сичуань, Юньнань, а також на західній частині Гуйчжоу. Мешкає в соснових лісах з рідкісним підліском. Влітку він трапляється на висотах від 2440 до 3960 м над рівнем моря і взимку спускається в долини на висоту до 1200 м над рівнем моря.

## Опис
Дрібний птах, завдовжки 12 см, вагою 8-13 г. Верхня частина тіла синювато-сірого кольору, нижня — біла. На голові є білі брови та щоки і чорна лоральна смужка, яка проходить від основи дзьоба через око до потилиці. Дзьоб темно-сірий з жовтою основою, очі темно-карі, ноги сіро-коричневі.

## Спосіб життя
Мешкає у хвойних лісах. Трапляється парами або численними зграями. Живиться комахами та насінням. Сезон розмноження триває з квітня по червень. Гніздо облаштовує у порожнинах мертвих дерев. Дно гнізда вистилає сосновими шишками, рослинним пухом та іншими м'яким матеріалом рослинного або тваринного походження. Самиця відкладає 4–6 яєць, білих з дрібними червонувато-коричневими плямами. Інкубація триває 14-17 днів. Насиджує самиця, в цей час самець її підгодовує. Молодняк залишає гніздо приблизно через 20 днів після вилуплення.